# Фінал кубка Англії з футболу 1895
Фінал кубка Англії з футболу 1895 — 24-й фінал найстарішого футбольного кубка у світі. Учасниками фіналу були «Астон Вілла» і «Вест-Бромвіч Альбіон». Володарем кубкового трофею стала «Астон Вілла».

## Шлях до фіналу
| «Астон Вілла»      | «Астон Вілла» | «Астон Вілла»            | Раунд        | «Вест-Бромвіч Альбіон»    | «Вест-Бромвіч Альбіон» | «Вест-Бромвіч Альбіон»                  |
| ------------------ | ------------- | ------------------------ | ------------ | ------------------------- | ---------------------- | --------------------------------------- |
| Суперник           | Результат     | Матчі                    |              | Суперник                  | Результат              | Матчі                                   |
| «Дербі Каунті»     | 2—1           | 2—1 вдома                | Перший раунд | «Смол Хіт»                | 2—1                    | 2—1 на виїзді                           |
| «Ньюкасл Юнайтед»  | 7—1           | 7—1 вдома                | Другий раунд | «Шеффілд Юнайтед»         | 3—2                    | 1—1 на виїзді, 2—1 вдома (перегравання) |
| «Ноттінгем Форест» | 6—2           | 6—2 вдома                | Третій раунд | «Вулвергемптон Вондерерз» | 1—0                    | 1—0 вдома                               |
| «Сандерленд»       | 2—1           | 2—1 на нейтральному полі | 1/2 фіналу   | «Венсдей»                 | 2—0                    | 2—0 на нейтральному полі                |

## Матч
| 20 квітня 1895 |

| Астон Вілла | 1:0      | Вест-Бромвіч Альбіон |
| ----------- | -------- | -------------------- |
| Чатт 1'     | Протокол |                      |

| Крістал Пелес, Лондон Глядачів: 42 560 Арбітр: Дж.Льюїс |

|  |  |

|                  |  |                 |  |
|                  |  |                 |  |
| В                |  | Том Вілкс       |  |
| З                |  | Говард Спенсер  |  |
| З                |  | Джеймс Велфорд  |  |
| ПЗ               |  | Джек Рейнольдс  |  |
| ПЗ               |  | Джеймс Кауан    |  |
| ПЗ               |  | Джордж Расселл  |  |
| Н                |  | Чарлі Атерсміт  |  |
| Н                |  | Боб Чатт        |  |
| Н                |  | Джек Деві (к)   |  |
| Н                |  | Денніс Ходжеттс |  |
| Н                |  | Стівен Сміт     |  |
| Головний тренер: |  |                 |  |
| Джордж Ремзі     |  |                 |  |

|                  |  |               |  |
|                  |  |               |  |
| В                |  | Джо Рідер     |  |
| З                |  | Біллі Вільямс |  |
| З                |  | Джек Гортон   |  |
| ПЗ               |  | Том Перрі     |  |
| ПЗ               |  | Том Хіггінс   |  |
| ПЗ               |  | Джек Таггарт  |  |
| Н                |  | Біллі Бассетт |  |
| Н                |  | Родді Маклеод |  |
| Н                |  | Біллі Річардс |  |
| Н                |  | Том Гатчінсон |  |
| Н                |  | Джек Бенкс    |  |
| Головний тренер: |  |               |  |
| Едвард Стівенсон |  |               |  |